# Legio II Armeniaca

Schildbemalung der Legio II Armeniaca im frühen 5. Jahrhundert

Die Legio II Armeniaca („Zweite Armenische Legion“) war eine Legion der spätantiken römischen Armee, die mit ihrer Schwesterlegion I Armeniaca als legio ripensis ausgehoben wurde und in der Provinz Armenia stationiert war. Dort war die Legion am Ausbau des Lagers Satala beteiligt.
Um 360 verteidigten die II Armeniaca, Legio II Parthica und eine Legio II Flavia, die möglicherweise mit der Legio II Flavia Virtutis identisch war, erfolglos die Stadt Bezabde (heute Cizre) am Tigris gegen die Perser. Als die Bresche in der Mauer der stark befestigten Stadt nicht mehr verteidigt werden konnte, wurden die Verteidiger in Straßenkämpfen niedergemacht oder gefangen genommen. Dennoch scheint die Legion fortbestanden zu haben, denn im frühen 5. Jahrhundert wird sie in der Notitia Dignitatum als legio pseudocomitatensis unter dem Oberbefehl des magister militum per Orientem genannt. Die Pseudocomitatenses standen in höherem Ansehen als die Grenztruppen.